# Schlacht am Angrivarierwall
Die Schlacht am Angrivarierwall fand im Jahre 16 n. Chr. im Rahmen der Germanicus-Feldzüge statt. Im Sommer lieferten sich hier die Legionen des Nero Claudius Germanicus und das Koalitionsheer des Arminius ihre letzte kriegerische Auseinandersetzung. Laut Tacitus entschied Germanicus die Schlacht zu seinen Gunsten. Die Lokalisierung der Schlacht ist unsicher (siehe hierzu Angrivarierwall). Die meisten Forscher gehen von einem Weser-nahen Ort nördlich der Porta Westfalica aus.

## Teilnehmer und Truppenstärken

### Römer und Verbündete
Vor der Schlacht von Idistaviso, die sich einige Tage oder Wochen davor ereignet hatte, verfügte Germanicus über acht Legionen mit Hilfstruppen: Darunter sind von Tacitus germanische Verbündete wie die Bataver (v. a. Reiter), Chauken, sowie keltische Kontingente wie die Raeter, Vindeliker und Gallier bezeugt. Möglicherweise befanden sich auch Ampsivarier, Belger und Friesen unter den Hilfsvölkern. Zusätzlich wurden Bogenschützen und berittene Bogenschützen erwähnt. Die Größe der Verbündeten-Kontingente ist unbekannt, sie dürfte jedoch beträchtlich gewesen sein.
Die Legions-Sollstärken von je rund 8.000 Mann (incl. Legions-Auxilien) wurden am Angrivarierwall keinesfalls erreicht. Es müssen Truppenzahlen in unklarer Höhe abgezogen werden für die in den Garnisonen verbliebenen Besatzungen, für Truppen zur Sicherung der Nachschub- und Kommunikationswege sowie für Verluste in den vorangegangenen Gefechten (s. u. Vorgeschichte).
Für die Truppenstärke des Feldzug-Heeres im Jahr 16 geht Hans Delbrück von „nicht unter 50.000“ aus. Klaus-Peter Johne nennt 80.000. Explizit für die Schlacht am Angrivarierwall setzt Wolfgang Jungandreas viel zu hoch 100.000 Mann an.

### Arminius-Koalition
Noch schwieriger gestaltet sich die Angabe der Truppenstärke, die den Cheruskern unter Arminius zur Verfügung stand. Insgesamt scheint die Koalition stärker als im Vorjahr gewesen zu sein.
Im Wesentlichen wird es sich bei den Verbündeten der Cherusker um die Stämme gehandelt haben, die im Jahr 9 n. Chr. an der Varus-Schlacht beteiligt waren. Gegen diese richteten sich die Militäroperationen des Germanicus in besonderem Maße. Man wird deshalb davon ausgehen können, dass die Brukterer und Marser der Koalition angehört haben. Bei beiden Stämmen konnten Legionsadler sichergestellt werden, die in der Varus-Schlacht erbeutet worden waren. Überdies werden Usipeter, Tenkterer und Tubanten zu den Bundesgenossen gezählt.
Die Chatten gehören neben den Cheruskern und Angrivariern zu den drei Stämmen, die Tacitus in seinem Bericht vom Germanicus-Triumphzug des Jahres 17 n. Chr. besonders hervorhebt: „Caesar (Germanicus) hielt seinen Triumph über die Cherusker, Chatten und Angrivarier sowie die anderen Stämme, die (das Land) bis zur Elbe bewohnten“. Es ist unklar, ob und in welcher Weise sich die Chatten im Sommer des Jahres 16 n. Chr. in das Bündnis des Arminius eingefügt haben. Aufgrund ihrer Rivalität zu den Cheruskern dürften sie allenfalls eigenständig operierend an den Kämpfen teilgenommen haben.
Die Angrivarier schienen zu Beginn des Feldzuges befriedet gewesen zu sein, dann jedoch sah sich Germanicus während seines Anmarsches gezwungen, seinen Reiterlegaten Stertinius zu den Angrivariern zu entsenden, um deren Abfall „mit Feuer und Mord“ zu bestrafen. Nach der Schlacht wurde die Angrivarier, so Tacitus, von Stertinius unter Kontrolle gehalten und nach bedingungsloser Unterwerfung in Gnaden wieder aufgenommen. Später halfen sie den Römern, gefangene Legionäre von den Stämmen freizukaufen.
Es können weitere kleinere Stämme oder einzelne Gefolgschaften Arminius unterstützt haben. So wird bei Strabon berichtet, der Sugambrer Deudorix (ein Neffe des Lollius-Besiegers Maelo) sei im Triumphzug des Germanicus im Jahr 17 n. Chr. mitgeführt worden. Deudorix könnte Sugambrern vorgestanden haben, die sich der Umsiedlung des Jahres 8 v. Chr. entzogen hatten und auf rechtsrheinischem Gebiet verblieben waren.
Strabon zählt weitere Stämme auf (Lander, Kaulker, Kampsaner), die aber entweder unbekannte, kleinere Gruppierungen darstellten oder hinter deren Namen sich lediglich alternative Bezeichnungen für bereits genannte Stämme verbergen. Errechnet man mit Hilfe der bei Günter Stangl für die einzelnen Stämme genannten Daten die Kriegerzahl der Koalition, so erhält man 40.000 bis rund 75.000. Die obere Zahl markiert eine kaum erreichbare Obergrenze. Für die Schlacht am Angrivarierwall könnte selbst die untere Zahl noch zu hoch angesetzt sein wegen des unklaren Status von Chatten, Angrivariern und Gefolgschaften/kleinere Stämme sowie wegen der germanischen Verluste in unbekannter Höhe in den Gefechten zuvor.

## Vorgeschichte
Nach der Varus-Katastrophe im Jahr 9 n. Chr. eilte Tiberius, designierter Nachfolger des Augustus, nach Germanien und stabilisierte die Lage. Im Jahr 13 übernahm Germanicus den Oberbefehl und kämpfte möglicherweise noch im gleichen Jahr, sicher jedoch im nächsten. Im Jahr 15 führt er ein Heer wohl bis zu Weser, musste aber große Verluste hinnehmen (u. a. Rückmarsch-Schlacht an den pontes longi). Im Jahr 16 n. Chr. stand Germanicus unter gewaltigem Erfolgsdruck: Tiberius, seit 14 n. Chr. Kaiser, drängte vehement auf den Abbruch der riskanten und verlustreichen Offensiven. Dessen ungeachtet transportierte Germanicus im Sommer des Jahres 16 mit rund 1.000 Schiffen insgesamt acht Legionen mit Hilfstruppen vom Niederrhein über Drususkanal, Flevosee (heute: IJsselmeer) und Nordsee zur Mündung der Ems. Teile der Forschung vermuten eine Fahrt zur Weser statt zur Ems. Der Marsch nach der Landung wird von Tacitus nicht beschrieben, lediglich die von Stertinius unterdrückte Revolte der Angrivarier erwähnt.
Am Mittellauf der Weser, wohl bei Minden, trafen die Legionen auf Arminius. Es folgten eine Niederlage batavischer Hilfstruppen in einem Reitergefecht, die Schlacht bei Idistaviso sowie weitere Marschgefechte, von denen lediglich überliefert ist, dass sie die Römer in Bedrängnis brachten („turbant“).
Womöglich befand sich Germanicus bereits in einer Rückwärtsbewegung, als er im Spätsommer auf eine befestigte Stellung der Germanen auflief, die später von der Geschichtsforschung als „Angrivarierwall“ bezeichnet werden sollte.

## Verlauf

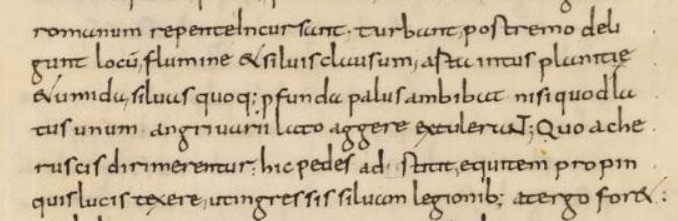
Beschreibung des Schlachtfeldes am Angrivarierwall bei Tacitus, Annalen II 19.2 (Codex Mediceus; Quelle: Biblioteca Medicea Laurenziana).

### Aufstellung
Die Germanen hatten die Stelle gut vorbereitet: „Schließlich wählten sie einen Ort aus, der von Fluss und Wäldern eingeschlossen war und im Innern eine enge, feuchte Ebene (bildete)“, berichtet Tacitus; „auch die Wälder umgab ein tiefer Sumpf, nur an einer Seite hatten die Angrivarier einen breiten Wall aufgeschüttet, durch den sie von den Cheruskern getrennt wurden.“
Die germanischen Fußtruppen postierten sich zur Verteidigung des Walles, die Reiterei verbarg sich in benachbarten Hainen oder Lichtungen, um die Legionen in den Rücken zu fassen, sobald sie den Wald betreten würden. Bereits diese Aufstellung ist unklar und kann auch aus dem weiteren Schlachtverlauf heraus nicht sicher gedeutet werden.
Germanicus teilte seine Truppen in drei Teile auf: Der Reiterei unter Seius Tubero übergab er die „Ebene“. Ein (offenbar kleinerer) Teil der Fußtruppen drang problemlos in den Wald vor. Es bleibt unklar, wie man sich diese Anordnung vorzustellen hat und warum diese beiden Truppenteile von der germanischen Kavallerie offenbar nicht attackiert wurden.

### Erstürmung des Walles
Den dritten Teil der Truppen, den Hauptteil der Legionen, übernahm Germanicus selbst. Er ließ den Wall angreifen, zunächst erfolglos. „Der Feldherr bemerkte den ungleichen Nahkampf, zog die Legionen etwas zurück und ließ Schleuderer und Wurfschützen Geschosse entsenden und den Feind vertreiben; aus den Wurfmaschinen entsandte man Lanzen, und je mehr Verteidiger sichtbar wurden, desto mehr sanken unter Wunden nieder.“
Es ist unklar, warum Germanicus die Fernwaffen erst im zweiten Anlauf einsetzen ließ. Nicht befriedigen kann die Erklärung von Paul Höfer, dem zufolge der Einsatz ein Ablenkungsmanöver war, um eine Umgehung der germanischen Front zu verbergen.

### Kampf in den Wäldern
Nachdem der Wall eingenommen war, drang der junge Germanicus persönlich, so Tacitus, mit seinen prätorischen Kohorten in die Wälder vor. Der Einsatz der Prätorianer, die Leibgarde des Kaisererben, sowie der Einsatz von Germanicus selbst, stellt kein normales Verfahren nach gängiger römischer Schlachtstrategie dar. Die Gründe für die Maßnahme sind nicht bekannt, die Annahme einer kritischen Schlachtsituation liegt nahe, wäre aber spekulativ.
Im Wald entbrannte ein für beide Seiten mörderischer Kampf: „Den Feind schlossen im Rücken der Sumpf, die Römer[,] Fluss oder Berge ein: Für beide (war) der Ort unabänderlich, (lag) die Hoffnung in der Tapferkeit, (kam) das Heil aus dem Sieg.“ Der Nahkampf wogte hin und her, die germanischen Anführer Arminius und Inguiomerus verließ, so Tacitus, das Kriegsglück.

### Schlachtausgang
Germanicus befahl keine Gefangenen zu machen – „allein der Untergang des Volkes würde dem Krieg ein Ende machen.“ Am Abend wurde eine Legion für das Errichten eines Lagers abkommandiert, während sich die anderen Legionen noch bis in die Nacht „am Blut der Feinde (sättigten)“. Am nächsten Morgen ließ Germanicus als Trophäe Waffen der Gegner aufschichten (nach Tacitus kein Tropaion oder Tumulus!) und lobte die Sieger in einer öffentlichen Versammlung. Die Rolle der Kavallerietruppen blieb bis zum Schluss unklar. Tacitus bemerkt lapidar: „Die Reiter kämpften ohne Entscheidung.“
Germanicus hatte zwar den Kampfplatz behauptet, befahl jedoch anschließend „da aber der Sommer sich bereits dem Ende zuneigte“ die Rückkehr in die Winterquartiere an den Rhein. Diese Maßnahme erscheint angesichts des Sieges sowie des Erfolgsdrucks, der auf Germanicus lastete, befremdlich. Die Forschung hat verschiedene Gründe angeführt. Zum Beispiel: Eine Wiederbesetzung des Angrivarierwalles durch die Germanen in der Nacht oder das bedrohliche Vorrücken des zwar geschlagenen, aber nicht vernichteten Arminius-Heeres in Richtung der Flottenbasis. Möglicherweise hat es sich um eine Vorsichtsmaßnahme gehandelt, um bei der Rückführung der Truppen per Schiff nicht in Herbststürme zu geraten.
An der Ems angekommen folgte die Rückfahrt über die Nordsee. Tatsächlich geriet die Flotte in einen schweren Sturm, hohe Verluste an Menschen und Material waren die Folge.

## Folgen
Die Bedeutung der Schlacht ist unklar. Die Römer hatten den Kampfplatz behauptet, aber ihr eigentliches Ziel, die Vernichtung der gegnerischen Stämme, allen voran der Cherusker, nicht erreicht. Möglicherweise trug die Schlacht dazu bei, die Flotte zu spät die Rückfahrt antreten und so in fatale Herbststürme geraten zu lassen. Sicher ist, dass Tiberius die Kämpfe nach dem Jahr 16 n. Chr. einstellen ließ und Germanicus in den Osten des Reiches abkommandierte. Ein großer Triumphzug sollte die Form wahren. Allerdings hatte der Imperator bereits im Vorjahr auf das Ende der Offensiven in Germanien gedrängt, die Schlacht am Angrivarierwall war keinesfalls der Auslöser für die kaiserliche Entscheidung.